# Kadingilan
Kadingilan (en cebuano Lungsod sa Kadingilan ; en tagalog : Bayan ng Kadingilan) est une municipalité de la province de Bukidnon, sur l'île de Mindanao aux Philippines. Lors du recensement de 2020, sa population s'élève à 33 735 habitants.

## Géographie
Kadingilan est située au sud-ouest de la province de Bukidnon, dans une zone de collines, traversée par des rivières et des ruisseaux : la rivière Muleta à l'est marque la limite commune avec les municipalités de Damulog, Dancagan et Kibawe ; les rivières Maridugao et Kidanggin au sud séparent Kadingilan de la municipalité de Pangantucan et de la province de Lanao du Sud.
| Pangantucan              | Don Carlos           | Dangcagan |
| province de Lanao du Sud | Kadingilan           | Kibawe    |
|                          | province de Cotabato | Damulog   |

Kadingilan est située à 75 km au sud-est de la capitale de la province, Malaybalay et à 177 km au sud de Cagayán de Oro, capitale de la région.
D'une superficie totale de 171,94 kilomètres carrés, elle est divisée administrativement en 17 barangays : 

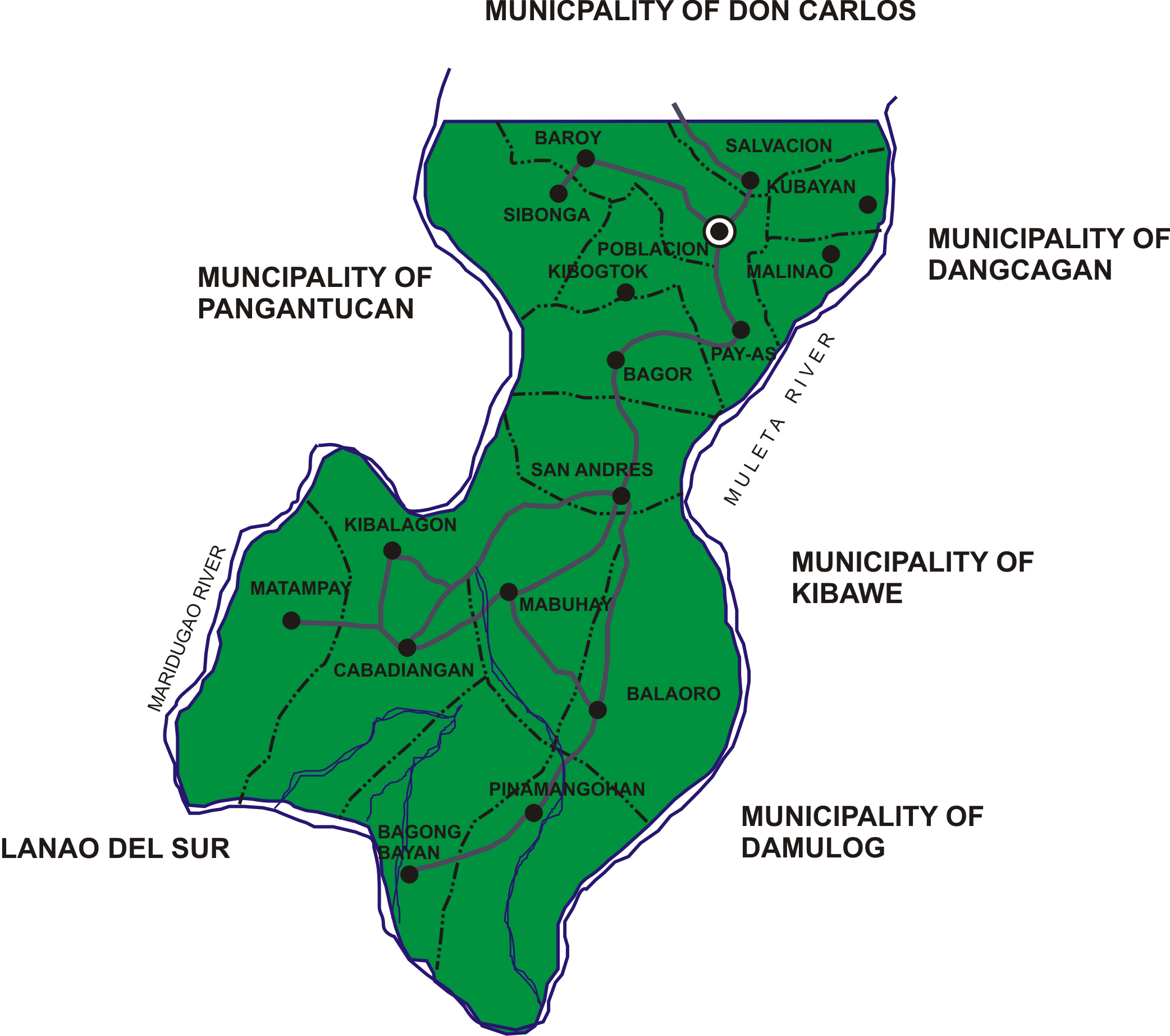
Carte des barangays de Kadingilan

- Bagongbayan
- Bagor
- Balaoro
- Baroy
- Cabadiangan
- Husayan
- Kibalagon
- Mabuhay
- Malinao
- Matampay
- Sibonga
- Pay-as
- Pinamanguhan
- Poblacion Kadingilan
- Salvacion
- San Andres
- Kibogtok

## Histoire
Kadingilan est jusqu'en 1970 un barangay de la municipalité de Kibawe ; le 16 août 1971, avec 16 autres barangays, elle forme une nouvelle municipalité dont elle devient le siège.
| 1975  | 1980  | 1990  | 1995  | 2000  | 2007  | 2010  | 2015  | 2020  |
| ----- | ----- | ----- | ----- | ----- | ----- | ----- | ----- | ----- |
| 16977 | 20634 | 23911 | 26093 | 25858 | 30135 | 31756 | 33778 | 33735 |